# Bitwa pod Abu-Klea
Bitwa pod Abu-Klea (arab. أبو طليح Abu Tulajh) – starcie zbrojne, które miało miejsce 17 stycznia 1885 roku na pustynnych terenach Wielkiego Łuku Nilu w Sudanie pomiędzy tzw. Korpusem Pustynnym wydzielonym z sił ekspedycji ratunkowej gen. Wolseleya i dowodzonym przez gen.bryg. Herberta Stewarta, a siłami powstańczymi wysłanymi przez Mahdiego celem powstrzymania ekspedycji w jej marszu w stronę oblężonego Chartumu. Bitwa została wygrana przez siły Stewarta.
Wysłanie Korpusu Pustynnego było spowodowane przekonaniem Wolseleya, że siły piesze szybciej przetną łuk Nilu i dotrą z pomocą Chartumowi niż płynące w górę rzeki kanonierki z resztą sił ekspedycji, które musiały pokonywać rozliczne trudności od katarakt na trasie, po spodziewany ostrzał przez mahdystów, którzy po opanowaniu Berberu panowali nad brzegami rzeki.
Do starcia doszło na pustyni. Stewart zastosował ustawienie swej piechoty w czworobok osłaniający wielbłądy, wielbłądników i konie, który – nieustannie atakowany – posuwał się wytrwale naprzód. Gwałtowne ataki mahdystów załamywały się w ogniu doskonalszej broni Brytyjczyków. W pewnym momencie mahdystom udało się zaatakować tylne naroże czworoboku i wepchnąć je do wnętrza, ale sytuację uratował gwałtowny kontratak konnicy.
W obliczu wysokich strat mahdyści wycofali się, ale ponowili atak w dwa dni później, w starciu pod Abu Kru. Tymczasem kolumna maszerowała dalej docierając w pobliże doliny nilowej.